# Propellente liquido
Un propellente liquido è una sostanza chimica allo stato liquido che viene usata per la propulsione di un razzo. Alcuni propellenti sono allo stato liquido a temperatura ambiente (es. kerosene), altri mantengono lo stato liquido solo a temperature molto basse; questi ultimi vengono detti pertanto propellenti criogenici. A seconda del numero di componenti, i propellenti liquidi si distinguono in monopropellenti, bipropellenti e tripropellenti.  
I bipropellenti sono i più comunemente usati e sono costituiti da un combustibile che brucia in presenza di un ossidante; i due componenti vengono stoccati in serbatoi diversi e si mescolano nella camera di combustione. Come combustibili vengono usati principalmente l'idrogeno liquido, l'idrazina e alcuni idrocarburi come il kerosene, mentre gli ossidanti sono costituiti da ossigeno liquido, fluoro, acido nitrico e tetrossido di diazoto. Le principali combinazioni usate sono: kerosene/ossigeno liquido, idrogeno liquido/ossigeno liquido e idrazina/tetrossido di azoto. 
I monopropellenti non hanno invece bisogno di un ossidante, perché vengono fatti passare attraverso un catalizzatore che ne provoca la decomposizione con relativa produzione di gas caldo. La combustione generata dai monopropellenti non raggiunge temperature molto elevate, per cui non è necessario un sistema di raffreddamento come nel caso dei bipropellenti. I monopropellenti vengono preferiti nei piccoli motori per il controllo di assetto di satelliti artificiali e veicoli spaziali. Le principali sostanze usate come monopropellenti sono l'idrazina, il perossido di idrogeno e l'ossido di diazoto.
Nei sistemi a tripropellenti si usano litio e fluoro insieme a idrogeno liquido. Tale sistema presenta il vantaggio di una maggiore efficienza ma anche parecchie difficoltà, perché: i componenti si conservano a temperature differenti (alte per il litio, basse per l'idrogeno);  i gas di scarico formano fluoruro di idrogeno che è molto tossico; litio e fluoro sono corrosivi ed anche costosi. Per tali motivi i sistemi a tripropellente non vengono praticamente usati.